# رائد أزيبي
رائد حسين أزيبي (مواليد 22 سبتمبر 2001) هو لاعب كرة قدم سعودي من منطقة جازان يلعب حاليًا في نادي الفيصلي معار من نادي النصر ومنتخب السعودية للشباب.

## مسيرة اللاعب
قدم اللاعب من منطقة جازان و كان في عام 2017 قريب من التوقيع مع نادي الهلال و خاض تجربة معهم ولكن نادي النصر وقع مع اللاعب قبل الهلال  و مثلهم في المراحل السنية ووقع أول عقد احترافي مع النادي مطلع عام 2020  و يتوقع له مستقبل كبير و أعير إلى نادي الفيصلي في صيف 2022.